# Evander Sno

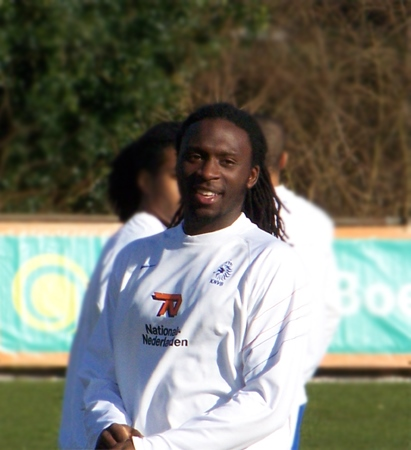
Evander Sno

Evander Sno, född 9 april 1987, är en nederländsk fotbollsspelare. Han är mittfältare i den nederländska klubben ADO Den Haag. Han spelade i OS 2008 för Holland.
2010 fick Sno en hjärtattack i en reservlagsmatch mellan Ajax och Vitesse. Hans liv räddades med hjälp av defibrillator.

## Fotnoter
1. ↑  ”Ajax-spelare fick hjärtattack på planen”. Aftonbladet. 13 september 2010. http://www.aftonbladet.se/sportbladet/fotboll/internationell/holland/article7778073.ab.